# Farrodes roundsi
Farrodes roundsi är en dagsländeart som först beskrevs av Jay R. Traver 1947.  Farrodes roundsi ingår i släktet Farrodes och familjen starrdagsländor. Inga underarter finns listade i Catalogue of Life.